# São João de Ver
São João de Ver ist eine Kleinstadt (Vila) und Gemeinde im Norden Portugals.

## Geschichte
Die Römerstraße von Lissabon nach Porto querte das Gemeindegebiet, auf ihr wurde später eine königliche Durchgangsstraße errichtet. Insbesondere beim Gemeindeort Airas ist ein Stück erhalten geblieben.
Funde und Spuren deuten auf eine möglicherweise fast durchgehende Besiedlung seit den keltischen Lusitanern über Römer, Westgoten und andere Germanen, den Arabern bis zu den Neubesiedlungen im Zuge der Reconquista. Der heutige Ort wurde erstmals im Jahr 977 dokumentiert, als ein kleines Kloster in Villa Valerii bei der Civictas Sancta Maria (Santa Maria da Feira). 1103 wurde die Gemeinde sowohl in kirchlicher als auch ziviler Hinsicht dokumentiert.
Im Verlauf der Napoleonischen Invasionen war das Gemeindegebiet 1807, dann 1809 und schließlich auch 1810 Schauplatz von Konfrontationen, und die Quinta da Torre (auch Casa da Torre) war vorübergehendes Truppenquartier. Im Miguelistenkrieg wurde die Gemeinde am 7. August 1832 erneut Schauplatz eines Gefechts, im Gemeindeort Airas.
1989 wurde São João de Ver zur Kleinstadt (Vila) erhoben.

## Verwaltung
São João de Ver ist Sitz einer gleichnamigen Gemeinde (Freguesia) im Kreis (Concelho) von Santa Maria da Feira im Distrikt Aveiro. In ihr leben 11.026 Einwohner auf einer Fläche von 15 km² (Stand 19. April 2021).
Folgende Ortschaften liegen in der Gemeinde:
| - Airas - Albarrada - Albergaria - Areal - Beire - Chão do Rio - Fonte Seca - Gesteira | - Gondufe - Granja - Gueifar - Lavandeira - Outeiro - Paçô - Quinta Areeiro - Quinta da Torre | - São Bento - São João - Souto Redondo - Terra Negra - Própria - Cavaco - Tapadas |

## Sport
Der 1929 gegründete Verein SC São João de Ver ist vor allem für seine Fußballabteilung bekannt, die gelegentlich bis in die dritte Liga vordrang. Seine Heimspiele trägt der Club im 5.000 Zuschauer fassenden Estádio Clube São João de Ver aus.

## Verkehr

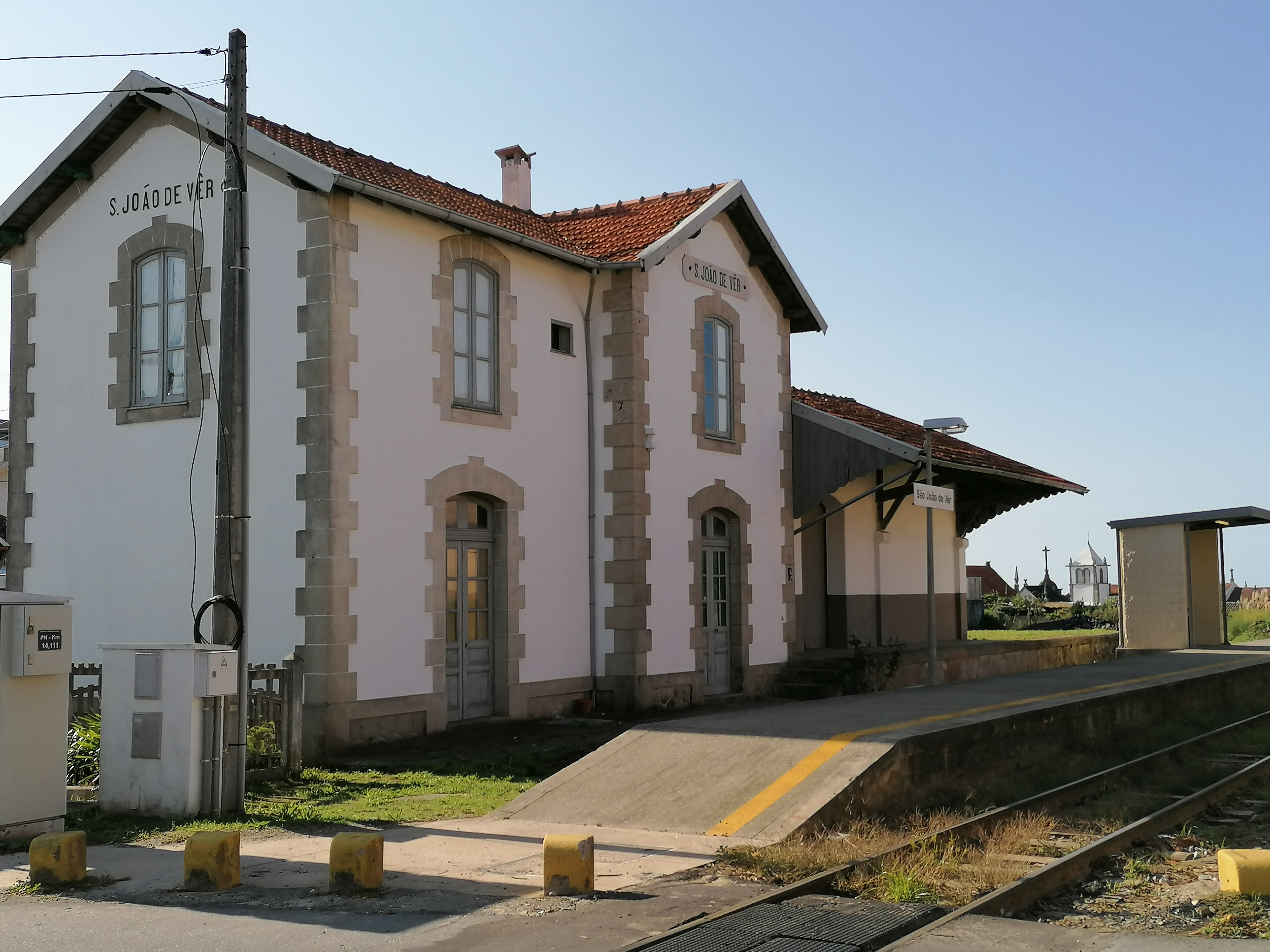
Der Eisenbahnhalt und frühere Bahnhof von São João de Ver

São João de Ver liegt mit eigenem Haltepunkt an der 1908 eingeweihten Eisenbahnstrecke Linha do Vouga.
Der Ort liegt zwischen der Autobahn A1 und der Nationalstraße N1 (EN1) und ist über Kreisstraßen des nahen Santa Maria da Feira erreichbar.

## Persönlichkeiten
- Joaquim Sousa Santos (1953–2012), Radrennfahrer